# Звёзды под гипнозом
«Звёзды под гипнозом» — российская телепередача, которая выходила в эфир с 4 февраля по 19 августа 2018 года на «Первом канале». Адаптация французского проекта «Stars sous hypnose». Шоу позиционировало себя как реалити, но критиками неоднократно высказывались подозрения в постановочном характере передачи.

## Синопсис
Такого рода шоу не новинка на российском телевидении: в 2007 году на ТНТ выходило шоу «Гипноз» с Дмитрием Домбровским (адаптация британского шоу «The Hypnotic World», которое вёл Пол Маккенна), однако оно не вызвало подобного фурора.
Премьере этой передачи предшествовала большая и интригующая рекламная кампания. На сайте «Первого канала» телепередача описывается так:
Известные актеры, певцы, телеведущие и спортсмены согласились погрузиться в состояние гипноза — участники программы переживут на глазах у зрителей неожиданные метаморфозы, внезапные смены настроения. Вводить героев в состояние транса будет гипнолог Иса Багиров. Какие сокровенные тайны поведают в таком состоянии звезды шоу-бизнеса?
В шоу участвовали разные знаменитости: Наталья Бочкарёва, Александра Савельева, Прохор Шаляпин, Доминик Джокер и другие (Кристина Орбакайте и Филипп Киркоров от участия отказались).

## Выпуски
- 1 выпуск (эфир от 04.02.2018) — Наталья Бочкарёва, Алла Духова, Доминик Джокер, Прохор Шаляпин, Саша Савельева, Аскольд Запашный, Ивар Калныньш, Алексей Глызин.
- 2 выпуск (эфир от 11.02.2018) — Александр Панайотов, Светлана Пермякова, Елена Борщёва, Александр Носик, Елена Максимова, Марина Ким, Илья, Сергей и Андрей Сафроновы.
- 3 выпуск (эфир от 18.02.2018) — Сати Казанова, Роман Будников, Дмитрий Колдун, Григорий Дрозд, Аркадий Укупник, Галина Данилова, Анна Шульгина, Тимур Родригез.
- 4 выпуск (эфир от 25.02.2018) — Стас Пьеха, Анна Хилькевич, Игнатий Акрачков, Арсений Бородин, Анна Котова, Лариса Рубальская, Сергей Белоголовцев, Дмитрий Миллер.
- 5 выпуск (эфир от 24.06.2018) — Елена Кулецкая, Шура, Владимир Сычёв, Анастасия Спиридонова, Елена Бирюкова, Сергей Писаренко, Виктор Чайка, Евгений Воскресенский.
- 6 выпуск (эфир от 05.08.2018) — Михаил Грушевский, Анастасия Гребёнкина, Нюша, Александр Маршал, Анна Ардова, Юлия Паршута, Яна Кошкина, Марк Тишман.
- 7 выпуск (эфир от 12.08.2018) — Денис Клявер, Евгений Савин, Светлана Галка, Евгений Никишин, Ирина Ортман, Александра Воробьёва, Данила Якушев, Кай Метов.
- 8 выпуск (эфир от 19.08.2018) — Семён Стругачёв, Пьер Нарцисс, Анна Чичерова, Дарья Антонюк, Аглая Шиловская, Пётр Дранга, Данко, Елена Веснина.

## Критика
Шоу довольно быстро стало объектом негативных оценок. Критикуется концепция передачи, её неоригинальность и отсутствие необходимой харизмы у гипнотизёра Исы Багирова. Несмотря на уверения участников шоу в том, что всё происходящее не является постановкой, телезрители неоднократно выражали свои подозрения в постановке.
Шоу также подверглось критике профессиональными психиатрами.
Негативные обзоры на шоу сделали видеоблогеры Даниил Лазаренков, Николай Соболев, Александр Движнов, Михаил Лидин, Илья Махоун, Real Pepper и James Alone.
Издание Lenta.ru охарактеризовало программу как «унылый цирк». Колумнист «Литературной газеты» предположил, что участники шоу «деятельно сотрудничали» с организаторами ради гонорара или желания напомнить о себе, но отметил, что «Звёзды под гипнозом» вызывают меньше негативных эмоций по сравнению с программами «Пусть говорят» и «Прямой эфир».
Искусствовед Людмила Семенова, давая оценку проекту, отметила примитивный юмор, постановочность действия, отсутствие полезной информации и социального смысла.

### Оценки и мнения
Гарик Харламов негативно оценил программу, что стало причиной его конфликта с Максимом Галкиным. По словам Харламова:
На днях я увидел то, что не вписывается ни в одно определение вообще. Я не знаю, каким образом там оказался Максим Галкин и все участники и как так вышло, что подобный продукт вообще появился на экранах? Судя по рейтингу, под гипнозом не только звёзды, но и зрители страны. Я просто [сильно удивился] от увиденного. Это уже просто издевательство над здравым смыслом. Что дальше? Передача «Звёзды под кайфом»? «Звёзды на Луне», «Звёзды в плену», «Звёзды какают»?
Обозреватель «Московского комсомольца» Александр Мельман назвал сюжет программы «моделью нашей жизни», сравнив его с влиянием телевизионной пропаганды на зрителей:
Звезды под гипнозом — это мы. Что нам прикажет телевизор, дотронувшись до лба, то мы и исполняем. Скажет танцевать — танцуем, боксировать — боксируем, лезть в гору — лезем, впасть в детство — впадаем